# Kim Woo-bin
Kim Woo-bin (nascido Kim Hyun-joong, Seul, 16 de julho de 1989) é um ator e modelo sul-coreano. Ele começou sua carreira como modelo de passarela e fez sua estréia como ator no drama de televisão White Christmas. Posteriormente, ele ganhou atenção em A Gentleman's Dignity (2012), e fez sua descoberta com School 2013 (2012-2013) e The Heirs (2013). Kim mais tarde estrelou sucessos de bilheteria Friend: The Great Legacy (2013), The Con Artists (2014) e Twenty (2015). Em 2016, ele assumiu seu primeiro papel principal na televisão em Uncontrollably Fond.
Em maio de 2017, a agência de Kim anunciou que Kim faria um hiato depois que ele foi diagnosticado com câncer de nasofaringe . Kim posteriormente voltou à tela em 2022 com a série de TV Our Blues e Black Knight e também com o filme de ação de ficção científica Alienoid, dirigido por Choi Dong-hoon.

## Carreira

### 2009–2012: Início
Kim queria seguir a carreira de modelo desde que era estudante do ensino médio. Ele estreou como modelo de passarela em 2009 aos 20 anos e começou a aparecer em coleções prêt-à-porter e Seoul Fashion Week.
À medida que sua carreira de modelo progredia, ele começou a fazer filmes comerciais e começou a estudar atuação, sob a orientação do treinador de atuação Moon Won-joo. Kim se apaixonou por atuar, dizendo: "Ao fazer isso, me encontrei sentindo a mesma emoção e entusiasmo que senti na primeira vez que desfilei na passarela".
Sob o nome artístico de Kim Woo-bin, ele fez sua estreia como ator em 2011, estrelando o drama de mistério White Christmas e o seriado de baixa audiência Vampire Idol.
Em 2012, ele teve um papel coadjuvante no drama de comédia romântica A Gentleman's Dignity , escrito pelo famoso roteirista Kim Eun-sook. Em seguida veio uma aparição de dois episódios na adaptação dramática do popular mangá To the Beautiful You.

### 2013: crescente popularidade

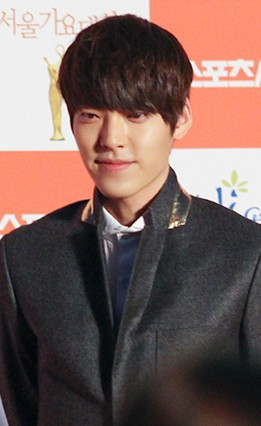
em janeiro de 2013

O ano de estreia de Kim veio em 2013 com dois dramas de sucesso e um filme. Do final de dezembro ao início de 2013, ele estrelou o drama adolescente School 2013. Ele recebeu seu primeiro prêmio de atuação pelo papel no 2º APAN Star Awards na categoria Melhor Novo Ator.
No mesmo ano, ele foi escalado para o drama adolescente de Kim Eun-sook, The Heirs, que se tornou popular nacional e internacionalmente com uma audiência máxima de 28,6% e 1 milhão de acessos no site de streaming chinês iQiyi. Kim experimentou um aumento de popularidade no exterior. Isso levou ao aumento dos contratos de publicidade e ofertas de atuação para o ator.
Kim então apareceu em seu primeiro grande papel no cinema em Friend: The Great Legacy, a sequência de sucesso de bilheteria de Kwak Kyung-taek em 2001. Ele recebeu críticas positivas por sua interpretação como um jovem membro de gangue. No mesmo ano ele se tornou o apresentador do programa de música a cabo M! Contagem regressiva de 15 de agosto de 2013 a 13 de fevereiro de 2014.

### 2014–2017: Sucesso no cinema e hiato
Após seu aumento de popularidade em 2013, Kim continuou aparecendo em projetos de tela grande. Em janeiro de 2014, ele foi escalado para o filme de assalto The Con Artists, no qual ele interpretou um arrombador de cofres ao lado da estrela em ascensão Lee Hyun-woo. Ele então assumiu um personagem cômico no segundo esforço do diretor indie Lee Byung-heon, Twenty em 2015.
Kim então apareceu em uma campanha publicitária para Calvin Klein Watches + Jewelry, tornando-o o primeiro modelo do leste asiático para a marca.
Em 2015, Kim foi escalado para seu primeiro papel principal na televisão no melodrama Uncontrollably Fond, escrito pelo roteirista Lee Kyung-hee . O drama estreou em 6 de julho de 2016.
Ele então estrelou o filme de ação criminal Master ao lado de Lee Byung-hun e Kang Dong-won. O filme estreou em dezembro de 2016 e se tornou o 11º filme mais vendido de 2016 na Coreia do Sul.
Em 2017, Kim foi escalado para o filme de alcaparras de crime Wiretap por Choi Dong-hoon. O projeto foi suspenso desde então para permitir que Kim procure tratamento para o câncer.

## 2020–presente
Em 11 de março de 2020, a AM Entertainment anunciou que Kim retornaria à tela grande no próximo filme de ficção científica de Choi Dong-hoon, Alienoid, ao lado de Ryu Jun-yeol e Kim Tae-ri, que está programado para ser lançado em julho de 2022.
Também em 2022, Kim co-estrelou a aclamada série de televisão Our Blues do roteirista Noh Hee-kyung e a série original da Netflix, Black Knight.

## Vida pessoal
Kim é o melhor amigo do ator modelo e co-estrela do School 2013 Lee Jong-suk, que ele conhece desde os dias de modelagem.
Desde maio de 2015, Kim está em um relacionamento com a modelo-atriz Shin Min-a.
Em 24 de maio de 2017, Kim foi diagnosticado com câncer de nasofaringe. A agência de Kim, Sidus HQ, disse que Kim começou o tratamento com drogas e radiação e interromperia todas as atividades. Em 29 de dezembro, Kim anunciou, em uma carta, que havia completado seu plano de tratamento para o câncer. No entanto, ele ainda estava isento do serviço militar.

## Filantropia
Em 8 de março de 2022, Kim doou ₩ 100 milhões para a Hope Bridge Disaster Relief Association para ajudar as vítimas dos grandes incêndios florestais que começaram em Uljin, Gyeongbuk. e também se espalhou para Samcheok, Gangwon.
Em janeiro de 2023, Kim doou 100 milhões de won para o Asan Medical Center, em Seul, a doação será usada para apoiar o tratamento de pacientes pobres.

## Atividades do embaixador
Em 2013, Kim foi nomeado embaixador honorário de sua alma mater, a Universidade de Jeonju. No mesmo ano, ele foi nomeado embaixador de relações públicas do Festival de Ciência da Informação de Suwon de 2013; e embaixador da "Good Downloader Campaign" organizada pelo Korean Film Council e Film Federation Against Piracy.
Em 2015, Kim foi escolhido como embaixador promocional da cadeia de exposições de arte da CJ CGV, CGV ARTHOUSE.
Em abril de 2017, Kim foi nomeado embaixador honorário dos Jogos Olímpicos de Inverno de 2018 em Pyeongchang, Coreia do Sul. Kim é o segundo ator a assumir esse papel e deve participar de várias atividades para promover o evento. Em outubro, no entanto, ele foi retirado do papel devido a seus tratamentos contra o câncer em andamento.

## Filmografia

### Filmes
| Ano          | Título                   | Função         | Notas                | Ref.   |
| ------------ | ------------------------ | -------------- | -------------------- | ------ |
| 2012         | Runway Cop               |                | Cameo, última parte  | [ 51 ] |
| 2013         | Friend: The Great Legacy | Han Sung-hoon  |                      | [ 52 ] |
| 2014         | The Con Artists          | Ji-hyuk        |                      | [ 53 ] |
| 2015         | Twenty                   | Chi-ho         |                      |        |
| 2016         | Master                   | Park Jang-goon |                      | [ 54 ] |
| 2021         | Like Father, Like Son    | Narrador       | Versão sem barreiras | [ 55 ] |
| 2022         | Alienoid                 | Guarda         |                      | [ 56 ] |
| (A anunciar) | Wiretap                  | Park Sang-dae  |                      | [ 57 ] |

### Séries de televisão
| Ano  | Título                | Função          | Notas                      | Ref.   |
| ---- | --------------------- | --------------- | -------------------------- | ------ |
| 2011 | White Christmas       | Kang Mi-reu     |                            |        |
| 2011 | Cupid Factory         | Roy             | Drama Especial             | [ 58 ] |
| 2011 | Vampire Idol          | Woo-bin         |                            |        |
| 2012 | A Gentleman's Dignity | Kim Dong-hyub   |                            | [ 59 ] |
| 2012 | To the Beautiful You  | John Kim        | convidado , episódios 9-11 |        |
| 2012 | School 2013           | Park Heung-soo  |                            |        |
| 2013 | The Heirs             | Choi Young-do   |                            | [ 60 ] |
| 2016 | Uncontrollably Fond   | Shin Joon-young |                            |        |
| 2022 | Our Blues             | Park Jeong-joon |                            | [ 61 ] |

### Websérie
| Ano  | Título       | Função                   | Ref.   |
| ---- | ------------ | ------------------------ | ------ |
| 2014 | Love Cells   | Love cell hunter         | [ 62 ] |
| 2023 | Black Knight | 5–8, a legendary courier | [ 63 ] |

### Hospedagem e documentário
| Ano       | Título       | Ref.   |
| --------- | ------------ | ------ |
| 2013–2014 | M! Countdown | [ 64 ] |
| 2020      | Humanimal    | [ 65 ] |

### Aparições em vídeos musicais
| Ano  | Título             | Artista | Ref.   |
| ---- | ------------------ | ------- | ------ |
| 2009 | Kiss               | Dara    | [ 66 ] |
| 2013 | Don't Mess With Me | 2EYES   | [ 67 ] |

## Discografia

### Músicas

#### Aparições da trilha sonora
| Ano                                                                                       | Título               | Peak chart positions | Vendas | Álbum                   |
| Ano                                                                                       | Título               | KOR Gaon             | Vendas | Álbum                   |
| ----------------------------------------------------------------------------------------- | -------------------- | -------------------- | ------ | ----------------------- |
| 2016                                                                                      | "Picture In My Head" | 91                   | —      | Uncontrollably Fond OST |
| 2016                                                                                      | "Do You Know"        | —                    | —      | Uncontrollably Fond OST |
| "—" denota lançamentos que não entraram nas paradas ou não foram lançados naquela região. |                      |                      |        |                         |

## Programas de variedades
| Ano  | Título                           | Notas                        |
| ---- | -------------------------------- | ---------------------------- |
| 2011 | Korea's Next Top Model, Cycle 2  | Convidado                    |
| 2012 | Lord of the Ring                 | Episódio 1                   |
| 2013 | Running Man                      | Episódios 138, 166           |
| 2013 | Hello Counselor                  | Episódio 115                 |
| 2013 | Hwasin – Controller of the Heart | Episódio 7                   |
| 2013 | Mnet Wide Starcam                |                              |
| 2013 | M! Countdown                     | Apresentador                 |
| 2014 | Four Sons and One Daughter       | Episódio 12                  |
| 2014 | Running Man                      | Episódios 188, 189, 191, 225 |
| 2015 | Running Man                      | Episódio 240                 |

## Comerciais e publicidade
| Ano  | Produto                            |
| ---- | ---------------------------------- |
| 2010 | Samsung Securities                 |
| 2012 | K-Food                             |
| 2013 | Cass Beer                          |
| 2013 | Buckaroo Jeans                     |
| 2013 | Binggrae Banana Milk               |
| 2013 | Gatsby Hair Wax                    |
| 2013 | Trugen                             |
| 2013 | Lotte International Cooking Snacks |
| 2013 | Diadora                            |

## Prêmios e indicações
| cerimônia de premiação                       | Ano  | Categoria                                                 | Nomeado / Trabalho                           | Resultado | Ref.   |
| -------------------------------------------- | ---- | --------------------------------------------------------- | -------------------------------------------- | --------- | ------ |
| APAN Star Awards                             | 2013 | Melhor Novo Ator                                          | School 2013                                  | Venceu    | [ 74 ] |
| APAN Star Awards                             | 2014 | Prêmio de Excelência, Ator em Minissérie                  | The Heirs                                    | Indicado  | [ 75 ] |
| APAN Star Awards                             | 2016 | Prêmio de Excelência, Ator em Minissérie                  | Uncontrollably Fond                          | Indicado  |        |
| Asia Model Festival Awards                   | 2013 | Prêmio Nova Estrela                                       | Kim Woo-bin                                  | Venceu    | [ 76 ] |
| Asia Model Festival Awards                   | 2014 | Prêmio Estrela da Ásia                                    | Kim Woo-bin                                  | Venceu    | [ 77 ] |
| Asia Rainbow TV Awards                       | 2014 | Melhor Ator Coadjuvante                                   | The Heirs                                    | Indicado  |        |
| Baeksang Arts Awards                         | 2013 | Melhor Novo Ator - Televisão                              | School 2013                                  | Indicado  | [ 78 ] |
| Baeksang Arts Awards                         | 2014 | Melhor Novo Ator - Filme                                  | Friend: The Great Legacy                     | Indicado  |        |
| Blue Dragon Film Awards                      | 2014 | Melhor Novo Ator                                          | Friend: The Great Legacy                     | Indicado  | [ 79 ] |
| Blue Dragon Film Awards                      | 2014 | Prêmio Estrela Popular                                    | Friend: The Great Legacy                     | Venceu    | [ 80 ] |
| Buil Film Awards                             | 2015 | Melhor Novo Ator                                          | Twenty                                       | Indicado  |        |
| China TV Drama Awards                        | 2013 | Ator estrangeiro popular                                  | The Heirs                                    | Venceu    | [ 81 ] |
| Fashionista Awards                           | 2015 | Melhor Fashionista – Categoria Masculino                  | Kim Woo-bin                                  | Indicado  |        |
| Fashionista Awards                           | 2016 | Melhor Cômodo – Masculino                                 | Kim Woo-bin                                  | Indicado  |        |
| Grand Bell Awards                            | 2014 | Prêmio Hana Financial Group Star (Prêmio de popularidade) | Friend: The Great Legacy                     | Venceu    | [ 82 ] |
| InStyle Star Icon                            | 2016 | Melhor Ator (Filme)                                       | The Con Artists, Twenty                      | Indicado  |        |
| InStyle Star Icon                            | 2016 | Ator Masculino Mais Elegante                              | Kim Woo-bin                                  | Indicado  |        |
| KBS Drama Awards                             | 2016 | Prêmio de Excelência, Ator em Drama Médio                 | Uncontrollably Fond                          | Indicado  |        |
| KBS Drama Awards                             | 2016 | Prêmio Netizen, Ator                                      | Uncontrollably Fond                          | Indicado  |        |
| KBS Drama Awards                             | 2016 | Prêmio de melhor casal                                    | Kim Woo-bin com Bae Suzy Uncontrollably Fond | Indicado  |        |
| Korean Advertisers Association Awards        | 2016 | Melhor modelo                                             | Kim Woo-bin                                  | Venceu    | [ 83 ] |
| Korea Best Dresser Swan Awards               | 2015 | Best Dresser Award                                        | Kim Woo-bin                                  | Venceu    |        |
| Korea Drama Awards                           | 2013 | Melhor Novo Ator                                          | School 2013                                  | Indicado  | [ 84 ] |
| Korea Drama Awards                           | 2014 | Prêmio de Excelência, Ator                                | The Heirs                                    | Indicado  | [ 85 ] |
| Korean Film Actors' Guild Awards             | 2015 | Prêmio de popularidade                                    | Twenty                                       | Venceu    | [ 86 ] |
| Max Movie Awards                             | 2014 | Best Melhor Novo Ator                                     | Friend: The Great Legacy                     | Indicado  |        |
| Max Movie Awards                             | 2015 | Melhor ator                                               | The Con Artists                              | Indicado  |        |
| Mnet 20's Choice Awards                      | 2013 | 20's Booming Star - Masculino                             | School 2013                                  | Indicado  | [ 87 ] |
| Puchon International Fantastic Film Festival | 2014 | Prêmio Fantasia                                           | Kim Woo-bin                                  | Venceu    | [ 88 ] |
| SBS Drama Awards                             | 2013 | As 10 principais estrelas                                 | The Heirs                                    | Venceu    | [ 89 ] |
| Seoul International Drama Awards             | 2014 | Ator da Escolha do Povo                                   | The Heirs                                    | Indicado  |        |
| Style Icon Awards                            | 2014 | Os 10 principais ícones de estilo                         | Kim Woo-bin                                  | Indicado  |        |

### Listas
| Editora | Ano  | Lista                 | Colocação | Ref.   |
| ------- | ---- | --------------------- | --------- | ------ |
| Forbes  | 2015 | Korea Power Celebrity | 29º       | [ 90 ] |

## Desfiles
| Apresetações - Lone Costume (2006 - Debut) - Seoul F/W (2008) - Seoul F/W (2009) - Pret a Porter S/S (2009) - Seoul collection S/S (2009) - Maxim Fashion Show (2009) - Seoul collection F/W (2010) - Seoul collection S/S (2010) - Pret a Porter F/W (2011) - Seoul collection F/W (2011) - Pret a Porter S/S (2011) - Seoul collection S/S (2011) - Seoul Fashion Week D.GNAK by Kang D. (2011) | - Seoul Fashion Week Vanhart di Albazar (2012) - Seoul Fashion Week Dominic’s Way (2012) - Seoul Fashion Week D.GNAK by Kang D. (2012) - Seoul Fashion Week Vanhart di Albazar by Jung Du Young (2013) - Seoul Fashion Week D.GNAK by Kang D. (2013) - Seoul Fashion Week Dominic’s Way (2013) - Seoul Fashion Week F/W 2013: Kim Seo Ryong Homme (2013) - Guess Underwear Launching Show - Lie Sang Bong - Porsche - Louis Quatorze show - Loewe |